# Guardare Ascoltare Sentire

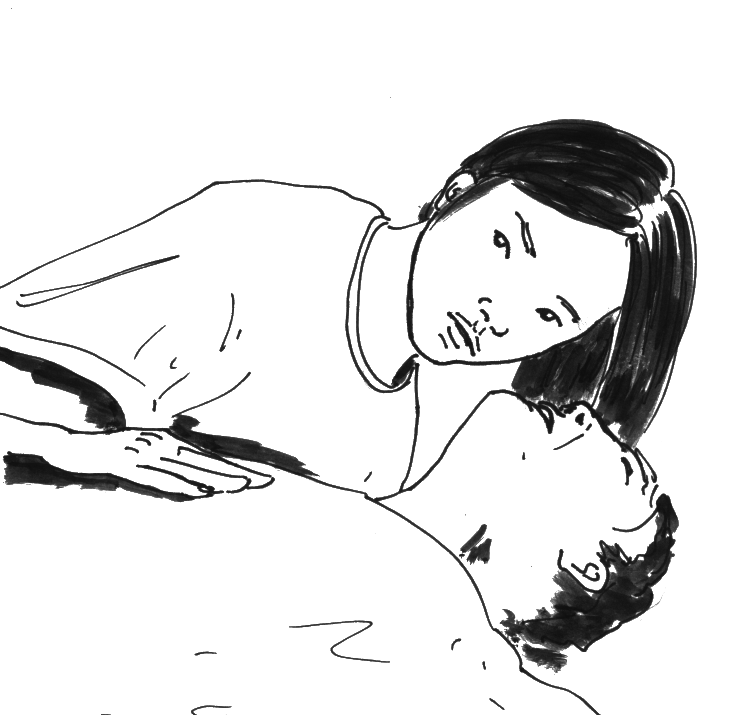
Una persona all'atto della manovra GAS

La manovra Guardare Ascoltare Sentire (talvolta indicata con l'acronimo GAS o definita anche Guardo Ascolto Sento in inglese "looking, listening, and feeling") viene utilizzata da un soccorritore nel primo soccorso per determinare se una persona colta da malore stia respirando, per massimo 10 secondi, a seconda della condizione del soggetto. Più in generale, la pratica è utilizzata per monitorare i segni vitali delle persone,  utilizzando 3 dei 5 sensi: vista, udito e tatto.
Nel caso di ostruzione totale della respirazione si hanno circa 3 minuti prima del decesso della persona, e in quel lasso di tempo occorre intervenire.

## Modalità
Il soccorritore si pone a un lato della testa dell'interessato e, avvicinando l'orecchio alla bocca e al naso della persona (a circa 3–5 cm), osserva l'espansione del torace (nel BLS anche e soprattutto l'addome) poggiandovi delicatamente una mano:
1. Guarda l'espansione del torace, la bocca per la presenza di un corpo estraneo o per segni di cianosi;[2]
2. Ascolta eventuali sibili dovuti alla respirazione; tenendo conto che i normali atti respiratori sono fra i 12 e i 30 al minuto.[3]
3. Senti il calore e la pressione dell'aria espirata sulle proprie guance. Inoltre si deve fare attenzione alla presenza di un enfisema sottocutaneo.[4]

Quest'osservazione viene mantenuta per 10 secondi, iperestendendo il capo (in caso non vi sia sospetto di trauma al cranio o al collo) e contando ad alta voce. L'iperestensione si effettua ponendo una mano sulla fronte e due dita sotto la protuberanza mentoniera, in seguito portando la testa all'indietro sollevando il mento.